# Zeytinliköy
Zeytinliköy, griechisch Ágii Theódori (Άγιοι Θεόδωροι (m. pl.)) ist ein Dorf auf der Insel Gökçeada im Landkreis Gökçeada der türkischen Provinz Çanakkale. Es ist neben  Bademli, Dereköy und Tepeköy eines der vier Dörfer der Insel, die den griechischen Charakter bewahrt haben.

## Lage
Das Dorf liegt am Hang des Karadoğan Tepe / Kastrí (Καστρί) über der Büyükdere-Ebene. Es liegt 3 Kilometer von Merkez entfernt und ist gut erreichbar. Südlich des Dorfes unterhalb des Arassia-Berges wurde die Gökçeada-Talsperre errichtet, wo der Fluss Büyükdere / Megálos Potamós gestaut wird.
Ágii Theódori hat eine griechische Grundschule und einen Kindergarten. Die griechisch-orthodoxe Ágios Geórgios-Kirche, wo noch Messen abgehalten werden, steht im Nordosten des Dorfes neben der Schule. Das Hauptfest des Dorfes ist, wie überall auf der Insel, das am 15. August gefeierte Marienfest. Es gibt ein kleines Museum für den Patriarchen Bartholomeos I. im Haus seines Großvaters. Eine Eigenheit von Ágii Theódori sind die Wasserrinnen in der Mitte der Dorfstraßen, wo Regenwasser abfließen kann, das dann für Wäschereien und Brunnen gesammelt wird.

## Geschichte
Das Dorf wurde erstmals im Steuerbuch des osmanischen Sandschak Gelibolu des Jahres 1519 unter dem Namen Ayatodori genannt. Als 1923 die Insel zur Türkei kam, hatte Ágii Theódori eine Schule und eine Kirche. 1964 wurde die Schule von der türkischen Regierung geschlossen. In den folgenden Jahren verließen viele Dorfbewohner die Insel und die Bevölkerung nahm in kurzer Zeit stark ab. 1970 wurde Ágii Theódori offiziell in Zeytinliköy („Olivendorf“) umbenannt. Nach der Öffnung der Insel in den 1990er Jahren kehrten die ersten Griechen zurück. 2013 wurde die erste griechische Grundschule seit 1964 eröffnet und 2017 ein griechischer Kindergarten.

## Wirtschaft
Das Dorf lebt traditionellerweise vom Anbau von Oliven (türkisch zeytin) und unterhalb des Dorfes liegen viele Ölhaine.  Traditionell werden die Olivenbäume auf Imvros nicht geschüttelt, sondern die Früchte werden von Hand gepflückt. Oberhalb des Dorfes befindet sich Weideland, Wald gibt es nur wenig in der Umgebung des Dorfes. Heute wird das Dorf touristisch erschlossen und ist ein beliebtes Ausflugsziel. Es gibt Kaffeehäuser, Tavernen, Unterkünfte und Hotels.

## Bevölkerung
Zeytinliköy hatte laut Fortschreibung des Bevölkerungsstandes (ADNKS) Ende 2020 158 Einwohner. Die Bevölkerung besteht hauptsächlich aus orthodoxen Griechen, daneben finden sich noch einige sunnitische Türken.
Jährlicher Bevölkerungsendstand lt. Bevölkerungsfortschreibung (ADNKS)

| Jahr | Einwohner |
| ---- | --------- |
| 2007 | 086       |
| 2008 | 096       |
| 2009 | 098       |
| 2010 | 096       |
| 2011 | 102       |

| Jahr | Einwohner |
| ---- | --------- |
| 2012 | 112       |
| 2013 | 124       |
| 2014 | 126       |
| 2015 | 131       |
| 2016 | 144       |

| Jahr | Einwohner |
| ---- | --------- |
| 2017 | 133       |
| 2018 | 135       |
| 2019 | 140       |
| 2020 | 158       |

## Personen aus Zeytinliköy / Ágii Theódori
- Apostolos Christodoulou (1856–1917), griechisch-orthodoxer Metropolit
- Spyros Meletzis (1906–2003), Photograph
- Iakovos von Amerika  (1911–2005), Primas der griechisch-orthodoxen Erzdiözese von Nord- und Südamerika
- Bartholomeos I. (* 29. Februar 1940), griechisch-orthodoxer Patriarch von Konstantinopel